# Diofior
Diofior (ou Dioffior) est une localité de l'ouest du Sénégal, située dans le Sine-Saloum, entre Joal-Fadiouth et Fatick.

## Histoire
L'histoire de Diofior est indissociable de celle de Faoye. En effet, les habitants de la localité sont originaires de ce village très ancien dont l'origine remonte à l'arrivée des migrants mandingues, selon le père Henry Gravrand dans Coosan, dans la zone qui sera le territoire du futur Royaume du Sine. Le village de Faoye est donc la matrice qui a vu naître de ses flancs plusieurs localités dont Diofior.
Il est difficile d'avancer une date exacte pour situer dans le temps la fondation de Diofior car les sources sont essentiellement orales, souvent divergentes et potentiellement subjectives. Toutefois, un recoupement des sources nous permet d'avancer qu'il y a eu des vagues successives d'installations dans les territoires proches du site actuel (Thiabourane, Mbamna...) avant la fixation définitive sur le périmètre qui représente le territoire de la commune de Diofior. Nous pouvons également retenir que l'histoire de la fondation de Diofior est sans doute liée à l'implantation du pionnier Diombo Thiang, originaire de Faoye, en quête de terres cultivables compte tenu de la pression foncière dans sa localité d'origine. Outre la quête absolue de terres, cette installation semble être motivée par la volonté de se réapproprier les terres qui appartinrent à son ancêtre mythique Ndongo Niane dont le sanctuaire du Pangool se trouve à l'entrée de la commune. 
Dans les années 1920, à la faveur de l'instauration définitive de l'ordre colonial, du développement de l'agriculture et de la très forte croissance démographique, le petit village de Diofior va connaitre un développement fulgurant. Sur le plan administratif, les réformes territoriales de l'administration coloniale (1925) feront de l'ancien village de la province du Khirena (province du royaume du Sine) une composante du canton de Ndangane. En 1972, le village de Diofior sera érigé en chef-lieu de communauté rurale et en 1990, il devient une commune.

## Administration
Diofior a été érigée en commune en 1990. Elle est rattachée au département de Fatick dans la région de Fatick.

## Géographie
La commune de Diofior est située dans la région de Fatick dans le centre-ouest du bassin arachidier sénégalais. Elle est limitée à l'Est par le marigot de Simal, au Nord et à l'Ouest par la Communauté rurale de Djilass et à l'Ouest par la communauté rurale de Fimela. Cette partie de la petite côte sénégalaise appartient à la réserve de la biosphère du Delta du Saloum.
La région, une zone humide drainée par les chenaux du fleuve Sine-Saloum. 

### Physique géologique
Diofior appartient au domaine sahélo-soudanien à saison contrastée : 8 à 9 mois de saison sèche et 3 à 4 mois de saison pluvieuse. Cette situation pluvio-climatique constitue avec la dégradation de la couverture végétale la cause du processus d'aspiration climatique qui est à l'origine du processus de salinisation des terres.
Sur le plan pédologique, deux types de sols sont identifiés :  les sols ferrugineux tropicaux  et les sols halomorphes (sulfatés acides et parasulfatés acides)

### Population
Lors du recensement de 2002, Diofior comptait 8 388 habitants, 728 concessions et 967 ménages.
Fin 2007, selon les estimations officielles, la population s'élèverait à 9 007 personnes. En 2008, selon l'ANSD, la population résidente de la commune s'élevait à 10 985 habitants, dont 5 484 femmes et 5 501 hommes.
La population est majoritairement composée de Sérères. Cependant, la commune connait un processus d'urbanisation et de diversification des activités socio-économiques qui ont favorisé l'installation d'une population allogène de plus en plus nombreuse. Cette tendance à la mixité ethno-démographique n'a pas empêché Diofior de conserver un style de vie villageois, son identité et un attachement aux valeurs culturelles qui fondent la société sérère en général et la société de la contrée de Faoye. Ainsi, le Diofiorois se définit d'abord comme un O'ooye (un originaire de Faoye) et à ce titre conserve de profondes relations avec les villages de la mythique contrée de Faoye nommée a piis Faoye. En effet, nous retrouvons les mêmes familles disséminées entre les villages composant ce territoire mythique : Faoye, Fa Ngessine, Ndoff, Diofior, Ndiedieng, Djilor, Yayème, Thiaré, Soumb...
Le trait culturel qu'illustre le plus l'enracinement aux valeurs culturelles, c'est l'attachement des diofiorois au « tim » (nom de la lignée maternelle qui se transmet de la mère vers l'enfant). Le matriarcat de la société sérère fait que le lien maternel est parfois plus fort que le lien paternel. Ce qui explique la puissance de l'oncle maternel (Kelfa) qui disposait d'un droit de véto sur les grands événements au sein de la famille maternelle. Dans chaque lignée maternelle, il y a le « grand Kelfa » (le plus âgé des hommes appartenant à la même lignée maternelle. 
Parmi les tims de familles de Diofior (de Faoye en général), il y a les Waalés (ou Khaale Khaale), les Raaboors, les Wagadou, les Sassagnes ,les  Simala, les Fatick, les Feejoors, les Menguègnes, les Thioffanes, les Sassagnes, les ricks, etc.

### Économie
La population de Diofior, qui était essentiellement constituée d'agro-pasteurs et de pêcheurs, connait actuellement une mutation socio-économique profonde. En effet, la pression foncière occasionnée par l'explosion démographique et la salinisation des terres a considérablement réduit les superficies cultivables. Cette situation est accompagnée par de profondes mutations socio-économiques dues à une diversification des activités. L'extension du réseau électrique a entrainé des externalités positives avec le développement de nombreuses activités de commerces et d'artisanat. 
La forte croissance démographique et l'édification de nombreux établissements scolaires (6 écoles primaires, quatre collèges, un lycée et trois écoles coraniques), la commune connait d'année en année de nouveaux flux de populations et le développement croissant du commerce et des services. 
Une grande partie de la population de Diofior vit à l'extérieur de la commune, notamment à Dakar. Toutefois, l'émigration vers l'extérieur, qui était un phénomène marginal, prend de plus en plus de l'ampleur chez les jeunes. Actuellement, Diofior compte de nombreux immigrés en Espagne, en France et dans les pays du Moyen-Orient.

## Jumelages et partenariats
Un partenariat a été noué avec la commune d’Anlezy et la communauté de communes des Amognes en France et de la commune de Panazol.